# Операция «Гроза»
Операция «Гроза» — предполагаемая писателем-ревизионистом Виктором Резуном-Суворовым в книге «Ледокол» гипотетическая эшелонированная стратегическая наступательная операция, которая предусматривала генеральное наступление Красной армии и Красного флота на цели расположенные в Румынии, Западной Польше и Восточной Пруссии, с дальнейшим переносом боевых действий на территорию исторической Германии и оккупированные Третьим Рейхом территории, — не состоявшаяся в связи с превентивным немецким вторжением в СССР. Дальнейшее развитие гипотеза получила в книгах писателей И. Л. Бунича и С. С. Захаревича, и в телепередачах Л. М. Млечина из цикла «Особая папка».

## Подготовка к операции
Согласно работам ряда других исследователей, разделяющих теорию о превентивной войне Германии против СССР, подготовка Советского Союза к операции «Гроза» началась 11 марта 1940 объявлением больших учебных сборов в западных регионах СССР. Всего к 12 мая 1941 года в Белорусском, Киевском и Ленинградском военных округах было сосредоточено 2 миллиона 200 тысяч солдат, 8112 танков и бронемашин, до 6500 самолетов и до 37 тысяч артиллерийских орудий и миномётов. В ходе предварительной подготовки к операции было проведено несколько взаимосвязанных наступательных боевых войсковых операций — Люблинско-Варшавская и Краковская, Прибалтийская и Бессарабская. В ходе этих операций, войска СССР продвинулись на 100—150 километров вглубь Польши, форсировали реку Висла, зайдя на румынскую территорию вышли на границу Добруджи и Валахии. Согласно И. Буничу, предположительно в операции должно было участвовать 5 миллионов человек, 11 тысяч танков, 35 тысяч орудий и около 9—10 тысяч самолетов.

## Происхождение гипотезы
В 1974 году, в открытой советской исторической литературе было обнародовано, что слово «Гроза» исполняло функцию общегосударственного пароля, по которому командующие приграничных округов обязаны были вскрыть так называемые «красные пакеты» и немедленно ввести в действие находившиеся в них планы прикрытия государственной границы. Тогда же[где?] были указаны и координаты архивного подтверждения этого факта — Архив МО СССР. На местах же пароль-сигнал «Гроза» имел соответствующие синонимы — например, в Западном округе для дислоцированных в разных местах этого округа частей имелись пароли «Гродно-41», «Кобрин-41» и так далее. При получении такого пароля-сигнала командиры частей немедленно должны были вскрыть «красные пакеты» своего уровня и также немедленно ввести в действие содержавшиеся там планы их действий по прикрытию государственной границы.

## Развитие гипотезы
В книге «Ледокол», Виктор Суворов, анализируя советское военное присутствие и военные приготовления в западных приграничных округах, приходит к выводу что полное сосредоточение Второго стратегического эшелона Красной армии вблизи западных границ СССР планировалось достичь 10 июля 1941 года, но из-за господствовавшей советской военной доктрины начало операции «Гроза» было назначено на 6 июля 1941 года. В более позднем исследовании С. С. Захаревича, Сталин готовил операцию «Гроза» как Босфорский поход. Одну из своих телепередач в рамках цикла «Особая папка» в 2007 году, этому вопросу посвятил Л. М. Млечин. Общая идея Млечина такова, что наряду с операцией «Гроза», Сталин одновременно готовил и удар в направлении Ближнего Востока.

## Критика
В печати первая критика гипотезы Виктора Суворова о готовившейся Сталиным операции «Гроза» появилась в 1993 году в журнале «Армия», в опубликованной дискуссии доктора исторических наук, ведущего сотрудника Института военной истории МО РФ А. С. Орлова с редактором журнала по проблемам гуманитарных наук подполковником С. Тширбиевым. По мнению Орлова, Сталин до последнего момента не верил, что Гитлер решится сражаться на два фронта.
С критикой гипотезы выступили западногерманский учёный Г.-А. Якобсен и израильский исследователь Г. Городецкий, который отметил, что операция «Гроза» — это типичный продукт историографии, основанный не на традиционной методологии анализа важнейших событий, а на психологии заговора, подразумевающей, что для объяснения этих событий нужно нечто большее, чем обычные известные факты. Это распространение мифов путём сознательного, намеренного сокрытия правды и упрощенного подхода к сложной исторической ситуации.
Публицист Ю. Е. Финкельштейн называет операцию «Гроза» выдумкой И. Бунича.
Более детально, в своей работе, посвящённой событиям начала Великой Отечественной войны, гипотезы Суворова и Захаревича анализирует и критикует А. Б. Мартиросян, по словам которого, утверждения о том, что операция «Гроза» якобы должна была начаться 6 июля 1941 года, — ничего, кроме гомерического хохота, вызвать не могут, а сама операция «Гроза» — не более чем миф, появившийся с подачи британской разведки.